# Воля-Хойната
Воля-Хойната (пол. Wola-Chojnata) — село в Польщі, у гміні Біла-Равська Равського повіту Лодзинського воєводства.
Населення — 412 осіб (2011).

## Демографія
Демографічна структура станом на 31 березня 2011 року:
|          | Загалом | Допрацездатний вік | Працездатний вік | Постпрацездатний вік |
| -------- | ------- | ------------------ | ---------------- | -------------------- |
| Чоловіки | 205     | 39                 | 141              | 25                   |
| Жінки    | 207     | 41                 | 113              | 53                   |
| Разом    | 412     | 80                 | 254              | 78                   |